# 塞塔拉區

36°43′11″N 6°20′08″E / 36.7196°N 6.3355°E
塞塔拉區（阿拉伯语：‎），是阿爾及利亞的行政區，位於該國東北部，由吉傑勒省負責管轄，首府設於塞塔拉，面積184平方公里，1998年人口18,976人，人口密度每平方公里100人。